# Henning Christophersen
Henning Christophersen (Copenhaguen, Dinamarca 1939 - 31 de desembre de 2016) fou un polític danès que fou diverses vegades ministre al seu país i Vicepresident de la Comissió Europea entre 1985 i 1995.

## Biografia
Va néixer el 8 de novembre de 1939 a la ciutat de Copenhaguen. Va estudiar ciències polítiques a la Universitat de Copenhaguen, on es va llicenciar el 1965.

## Activitat política
Membre del partit liberal Venstre, l'any 1978 fou elegit president del seu partit, càrrec que desenvolupar fins al 1984.
Membre del Parlament de Dinamarca des de l'any 1971, fou escollit l'agost del 1978 Ministre d'Afers Exteriors per part del Primer Ministre de Dinamarca Anker Jørgensen, desenvolupant el càrrec fins a l'octubre de 1979. Posteriorment el setembre de l'any 1982 fou escollit Ministre de Finances per part de Poul Schlüter, ocupant aquest càrrec fins al juliol de 1984.
El gener de 1985, en la formació de la Comissió Delors I fou nomenat Vicepresident de la Comissió Europea i Comissari Europeu de Programació Financera, Pressupostos i Assumptes Administratius. L'any 1989 fou nomenat en la Comissió Delors II Comissari Europeu de Coordinació dels Fons Estructurals i d'Assumptes Econòmics i Monetaris, cartera aquesta última que conservà en la Comissió Delors III.
Membre de la Convenció Europea, fou un dels redactors de la Constitució Europea.